# Torghabe-o-Shandiz (Verwaltungsbezirk)
Torghabe-o-Shandiz (persisch شهرستان طرقبه شاندیز) ist ein Schahrestan in der Provinz Razavi-Chorasan im Iran. Er enthält die Stadt Torghabe-o-Shandiz, welche die Hauptstadt des Verwaltungsbezirks ist.

## Demografie
Bei der Volkszählung 2016 betrug die Einwohnerzahl des Schahrestan 69.640. Die Alphabetisierung lag bei 90 Prozent der Bevölkerung. Knapp 50 Prozent der Bevölkerung lebten in urbanen Regionen.
| Zensusjahr | Einwohnerzahl |
| ---------- | ------------- |
| 2011       | 58.483        |
| 2016       | 69.640        |